# Sixième district congressionnel de Floride
Le 6e district congressionnel de Floride est un district de l'État américain de Floride. Le district est situé sur la côte est de la Floride et s'étend de la banlieue sud de Jacksonville à New Smyrna Beach. Il comprend la ville de Daytona Beach.
De 2003 à 2013, le district s'étendait de la rivière St. Johns et de Jacksonville, balayant le centre-nord de la Floride, englobant des parties de Gainesville et d'Ocala, et serpentait jusqu'à la pointe nord de la région du Grand Orlando dans le comté de Lake. Il comprenait la totalité des comtés de Bradford et Gilchrist et des parties des comtés d'Alachua, Clay, Duval, Lake, Levy et Marion. La majeure partie de ce district est aujourd'hui le 3e district, tandis que l'actuel 6e couvre la majeure partie du territoire qui appartenait auparavant au 7e district.
Le district est actuellement représenté par le Républicain Randy Fine, élu lors d'une élection partielle en 2025.

## Géographie
| #   | Comté     | Siège         | Population |
| --- | --------- | ------------- | ---------- |
| 35  | Flagler   | Bunnell       | 131 439    |
| 69  | Lake      | Tavares       | 424 462    |
| 83  | Marion    | Ocala         | 409 959    |
| 107 | Putnam    | Palatka       | 75 955     |
| 109 | St. Johns | St. Augustine | 320 110    |
| 127 | Volusia   | DeLand        | 590 357    |

### Villes de 10 000 personnes ou plus
- Palm Coast – 89 258
- The Villages – 79 077
- Daytona Beach – 72 647
- Ormond Beach – 43 080
- DeLand – 37 351
- Silver Springs Shores – 24 846
- Eustis – 23 189
- Mount Dora – 16 341
- Lady Lake – 15 970
- Holly Hill – 12 958
- South Daytona – 12 865
- Palatka – 10 446

### Villes de 2 500 à 10 000 personnes
- St. Augustine Shores – 8 706
- Ormond-by-the-Sea – 7 312
- Belleview – 5 413
- Flagler Beach – 5 160
- St. Augustine South – 5 066
- Butler Beach – 4 978
- Mount Plymouth – 4 417
- West DeLand – 3 908
- Umatilla – 3 685
- Flagler Estates – 3 540
- Bunnell – 3 276
- Silver Springs – 2 844
- DeLeon Springs – 2 619

## Historique de vote
| Année | Poste     | Résultats                      |
| ----- | --------- | ------------------------------ |
| 2004  | Président | George W. Bush 61,0 % - 39,0 % |
| 2008  | Président | John McCain 56,0 % - 42,0 %    |
| 2012  | Président | Mitt Romney 53,0 % - 47,0 %    |
| 2016  | Président | Donald Trump 57,0 % - 40,0 %   |
| 2020  | Président | Donald Trump 58,0 % - 40,0 %   |

Le district contient plus de 525 000 votants enregistrés, parmi lesquels un peu plus de 39 % sont démocrates, alors qu'un peu plus de 41 % sont républicains.

## Liste des Représentants du district
| Membre                             | Parti       | Années                              | Congrès     | Histoire électorale |
| ---------------------------------- | ----------- | ----------------------------------- | ----------- | --- |
| District établit le 3 janvier 1945 |             |                                     |             | |
| Dwight L. Rogers (en)              | Démocrate   | 3 janvier 1945 - 1er décembre 1954  | 79e - 83e   | Élu en 1944. Réélu en 1946. Réélu en 1948. Réélu en 1950. Réélu en 1952. Réélu en 1954 mais décède. |
| Vacant                             | Vacant      | 1er décembre 1954 - 11 janvier 1955 | 83e , 84e   | |
| Paul Rogers (en)                   | Démocrate   | 11 janvier 1955 - 3 janvier 1967    | 84e - 89e   | Élu pour terminer le mandat de son père. Réélu en 1956. Réélu en 1958. Réélu en 1960. Réélu en 1962. Réélu en 1964. Redécoupage vers le 9e district.                                                                                       |
| Sam Gibbons (en)                   | Démocrate   | 3 janvier 1967 - 3 janvier 1973     | 90e - 92e   | Redécoupage depuis le 10e district et réélu en 1966. Réélu en 1968. Réélu en 1970. Redécoupage vers le 7e district. |
| Bill Young (en)                    | Républicain | 3 janvier 1973 - 3 janvier 1983     | 93e - 97e   | Redécoupage depuis le 8e district et réélu en 1972. Réélu en 1974. Réélu en 1976. Réélu en 1978. Réélu en 1980. Redécoupage vers le 8e district.                                                                                           |
| Buddy MacKay                       | Démocrate   | 3 janvier 1983 - 3 janvier 1989     | 98e - 100e  | Élu en 1982. Réélu en 1984. Réélu en 1986. Retrait pour se présenter comme Sénateur des États-Unis. |
| Cliff Steanrs (en)                 | Républicain | 3 janvier 1989 - 3 janvier 2013     | 101e - 112e | Élu en 1988. Réélu en 1990. Réélu en 1992. Réélu en 1994. Réélu en 1996. Réélu en 1998. Réélu en 2000. Réélu en 2002. Réélu en 2004. Réélu en 2006. Réélu en 2008. Réélu en 2010. Redécoupage vers le 3e district et perd sa renomination. |
| Ron DeSantis                       | Républicain | 3 janvier 2013 - 10 septembre 2018  | 113e - 115e | Élu en 2012. Réélu en 2014. Réélu en 2016. Retrait et démissionne pour se présenter comme Gouverneur de Floride. |
| Vacant                             | Vacant      | 10 septembre 2018 - 3 janvier 2019  | 115e        | |
| Michael Waltz                      | Républicain | 3 janvier 2019 - 20 janvier 2025    | 116e - 119e | Élu en 2018. Réélu en 2020. Réélu en 2022. Démissionne pour être nommé Conseiller à la sécurité nationale. |
| Vacant                             | Vacant      | 20 janvier 2025 - 2 avril 2025      | 119e        | |
| Randy Fine                         | Républicain | 2 avril 2025 - En cours             | 119e        | Élu en 2025 lors d'une élection partielle. |

## Résultats des récentes élections
Voici les résultats des dix précédents cycles électoraux dans le district.

### 2004
| Élection de 2004 du 6e district congressionnel de Floride | Élection de 2004 du 6e district congressionnel de Floride | Élection de 2004 du 6e district congressionnel de Floride | Élection de 2004 du 6e district congressionnel de Floride | Élection de 2004 du 6e district congressionnel de Floride |
| --------------------------------------------------------- | --------------------------------------------------------- | --------------------------------------------------------- | --------------------------------------------------------- | --------------------------------------------------------- |
| Parti                                                     | Parti                                                     | Candidat                                                  | Votes                                                     | %                                                         |
|                                                           | Républicain                                               | Cliff Stearns (en) (sortant)                              | 211 137                                                   | 64,40                                                     |
|                                                           | Démocrate                                                 | Dave Bruderly                                             | 116 680                                                   | 35,59                                                     |
|                                                           | Sans Parti                                                | Autres                                                    | 36                                                        | 0,01                                                      |
| Total des votes                                           | Total des votes                                           | Total des votes                                           | 327 853                                                   | 100 %                                                     |
|                                                           | Les Républicains conservent                               |                                                           |                                                           |                                                           |

### 2006
| Élection de 2006 du 6e district congressionnel de Floride | Élection de 2006 du 6e district congressionnel de Floride | Élection de 2006 du 6e district congressionnel de Floride | Élection de 2006 du 6e district congressionnel de Floride | Élection de 2006 du 6e district congressionnel de Floride |
| --------------------------------------------------------- | --------------------------------------------------------- | --------------------------------------------------------- | --------------------------------------------------------- | --------------------------------------------------------- |
| Parti                                                     | Parti                                                     | Candidat                                                  | Votes                                                     | %                                                         |
|                                                           | Républicain                                               | Cliff Stearns (en) (sortant)                              | 136 601                                                   | 59,88                                                     |
|                                                           | Démocrate                                                 | Dave Bruderly                                             | 91 528                                                    | 40,12                                                     |
| Total des votes                                           | Total des votes                                           | Total des votes                                           | 228 129                                                   | 100 %                                                     |
|                                                           | Les Républicains conservent                               |                                                           |                                                           |                                                           |

### 2008
| Élection de 2008 du 6e district congressionnel de Floride | Élection de 2008 du 6e district congressionnel de Floride | Élection de 2008 du 6e district congressionnel de Floride | Élection de 2008 du 6e district congressionnel de Floride | Élection de 2008 du 6e district congressionnel de Floride |
| --------------------------------------------------------- | --------------------------------------------------------- | --------------------------------------------------------- | --------------------------------------------------------- | --------------------------------------------------------- |
| Parti                                                     | Parti                                                     | Candidat                                                  | Votes                                                     | %                                                         |
|                                                           | Républicain                                               | Cliff Stearns (en) (sortant)                              | 228 302                                                   | 60,89                                                     |
|                                                           | Démocrate                                                 | Tim Cunha                                                 | 146 655                                                   | 39,11                                                     |
| Total des votes                                           | Total des votes                                           | Total des votes                                           | 374 957                                                   | 100 %                                                     |
|                                                           | Les Républicains conservent                               |                                                           |                                                           |                                                           |

### 2010
| Élection de 2010 du 6e district congressionnel de Floride | Élection de 2010 du 6e district congressionnel de Floride | Élection de 2010 du 6e district congressionnel de Floride | Élection de 2010 du 6e district congressionnel de Floride | Élection de 2010 du 6e district congressionnel de Floride |
| --------------------------------------------------------- | --------------------------------------------------------- | --------------------------------------------------------- | --------------------------------------------------------- | --------------------------------------------------------- |
| Parti                                                     | Parti                                                     | Candidat                                                  | Votes                                                     | %                                                         |
|                                                           | Républicain                                               | Cliff Stearns (en) (sortant)                              | 179 349                                                   | 71,46                                                     |
|                                                           | Indépendant                                               | Steven E. Schonberg                                       | 71 632                                                    | 28,54                                                     |
| Total des votes                                           | Total des votes                                           | Total des votes                                           | 250 981                                                   | 100 %                                                     |
|                                                           | Les Républicains conservent                               |                                                           |                                                           |                                                           |

### 2012
| Élection de 2012 du 6e district congressionnel de Floride | Élection de 2012 du 6e district congressionnel de Floride | Élection de 2012 du 6e district congressionnel de Floride | Élection de 2012 du 6e district congressionnel de Floride | Élection de 2012 du 6e district congressionnel de Floride |
| --------------------------------------------------------- | --------------------------------------------------------- | --------------------------------------------------------- | --------------------------------------------------------- | --------------------------------------------------------- |
| Parti                                                     | Parti                                                     | Candidat                                                  | Votes                                                     | %                                                         |
|                                                           | Républicain                                               | Ron DeSantis                                              | 195 962                                                   | 57,2                                                      |
|                                                           | Démocrate                                                 | Heather Beaven                                            | 146 489                                                   | 42,8                                                      |
| Total des votes                                           | Total des votes                                           | Total des votes                                           | 342 451                                                   | 100 %                                                     |
|                                                           | Les Républicains conservent                               |                                                           |                                                           |                                                           |

### 2014
| Élection de 2014 du 6e district congressionnel de Floride | Élection de 2014 du 6e district congressionnel de Floride | Élection de 2014 du 6e district congressionnel de Floride | Élection de 2014 du 6e district congressionnel de Floride | Élection de 2014 du 6e district congressionnel de Floride |
| --------------------------------------------------------- | --------------------------------------------------------- | --------------------------------------------------------- | --------------------------------------------------------- | --------------------------------------------------------- |
| Parti                                                     | Parti                                                     | Candidat                                                  | Votes                                                     | %                                                         |
|                                                           | Républicain                                               | Ron DeSantis (sortant)                                    | 166 254                                                   | 62,5                                                      |
|                                                           | Démocrate                                                 | David Cox                                                 | 99 563                                                    | 37,5                                                      |
| Total des votes                                           | Total des votes                                           | Total des votes                                           | 265 817                                                   | 100 %                                                     |
|                                                           | Les Républicains conservent                               |                                                           |                                                           |                                                           |

### 2016
| Élection de 2016 du 6e district congressionnel de Floride | Élection de 2016 du 6e district congressionnel de Floride | Élection de 2016 du 6e district congressionnel de Floride | Élection de 2016 du 6e district congressionnel de Floride | Élection de 2016 du 6e district congressionnel de Floride |
| --------------------------------------------------------- | --------------------------------------------------------- | --------------------------------------------------------- | --------------------------------------------------------- | --------------------------------------------------------- |
| Parti                                                     | Parti                                                     | Candidat                                                  | Votes                                                     | %                                                         |
|                                                           | Républicain                                               | Ron DeSantis (sortant)                                    | 213 519                                                   | 58,6                                                      |
|                                                           | Démocrate                                                 | Bill McCullough                                           | 151 051                                                   | 41,4                                                      |
| Total des votes                                           | Total des votes                                           | Total des votes                                           | 364 570                                                   | 100 %                                                     |
|                                                           | Les Républicains conservent                               |                                                           |                                                           |                                                           |

### 2018
| Élection de 2018 du 6e district congressionnel de Floride | Élection de 2018 du 6e district congressionnel de Floride | Élection de 2018 du 6e district congressionnel de Floride | Élection de 2018 du 6e district congressionnel de Floride | Élection de 2018 du 6e district congressionnel de Floride |
| --------------------------------------------------------- | --------------------------------------------------------- | --------------------------------------------------------- | --------------------------------------------------------- | --------------------------------------------------------- |
| Parti                                                     | Parti                                                     | Candidat                                                  | Votes                                                     | %                                                         |
|                                                           | Républicain                                               | Michael Waltz                                             | 187 891                                                   | 56,31                                                     |
|                                                           | Démocrate                                                 | Nancy Soderberg                                           | 145 758                                                   | 43,69                                                     |
| Total des votes                                           | Total des votes                                           | Total des votes                                           | 333 649                                                   | 100 %                                                     |
|                                                           | Les Républicains conservent                               |                                                           |                                                           |                                                           |

### 2020
| Élection de 2020 du 6e district congressionnel de Floride | Élection de 2020 du 6e district congressionnel de Floride | Élection de 2020 du 6e district congressionnel de Floride | Élection de 2020 du 6e district congressionnel de Floride | Élection de 2020 du 6e district congressionnel de Floride |
| --------------------------------------------------------- | --------------------------------------------------------- | --------------------------------------------------------- | --------------------------------------------------------- | --------------------------------------------------------- |
| Parti                                                     | Parti                                                     | Candidat                                                  | Votes                                                     | %                                                         |
|                                                           | Républicain                                               | Michael Waltz (sortant)                                   | 265 393                                                   | 60,63                                                     |
|                                                           | Démocrate                                                 | Clint Curtis                                              | 172 305                                                   | 39,37                                                     |
| Total des votes                                           | Total des votes                                           | Total des votes                                           | 437 698                                                   | 100 %                                                     |
|                                                           | Les Républicains conservent                               |                                                           |                                                           |                                                           |

### 2022
| Primaire républicaine de 2022 du 6e district congressionnel de Floride | Primaire républicaine de 2022 du 6e district congressionnel de Floride | Primaire républicaine de 2022 du 6e district congressionnel de Floride | Primaire républicaine de 2022 du 6e district congressionnel de Floride | Primaire républicaine de 2022 du 6e district congressionnel de Floride |
| ---------------------------------------------------------------------- | ---------------------------------------------------------------------- | ---------------------------------------------------------------------- | ---------------------------------------------------------------------- | ---------------------------------------------------------------------- |
| Parti                                                                  | Parti                                                                  | Candidat                                                               | Votes                                                                  | %                                                                      |
|                                                                        | Républicain                                                            | Michael Waltz (sortant)                                                | 65 694                                                                 | 77,4                                                                   |
|                                                                        | Républicain                                                            | Charles E. Davis                                                       | 19 175                                                                 | 22,6                                                                   |

| Élection de 2022 du 6e district congressionnel de Floride | Élection de 2022 du 6e district congressionnel de Floride | Élection de 2022 du 6e district congressionnel de Floride | Élection de 2022 du 6e district congressionnel de Floride | Élection de 2022 du 6e district congressionnel de Floride |
| --------------------------------------------------------- | --------------------------------------------------------- | --------------------------------------------------------- | --------------------------------------------------------- | --------------------------------------------------------- |
| Parti                                                     | Parti                                                     | Candidat                                                  | Votes                                                     | %                                                         |
|                                                           | Républicain                                               | Michael Waltz (sortant)                                   | 226 548                                                   | 75,33                                                     |
|                                                           | Libertarien                                               | Joseph Hannoush                                           | 74 207                                                    | 24,67                                                     |
| Total des votes                                           | Total des votes                                           | Total des votes                                           | 300 755                                                   | 100 %                                                     |
|                                                           | Les Républicains conservent                               |                                                           |                                                           |                                                           |

### 2024
La Primaire démocrate a été annulée. James Stockton avance vers l'Élections Générale.
| Primaire Républicaine de 2024 du 6e district congressionnel de Floride | Primaire Républicaine de 2024 du 6e district congressionnel de Floride | Primaire Républicaine de 2024 du 6e district congressionnel de Floride | Primaire Républicaine de 2024 du 6e district congressionnel de Floride | Primaire Républicaine de 2024 du 6e district congressionnel de Floride |
| ---------------------------------------------------------------------- | ---------------------------------------------------------------------- | ---------------------------------------------------------------------- | ---------------------------------------------------------------------- | ---------------------------------------------------------------------- |
| Parti                                                                  | Parti                                                                  | Candidat                                                               | Votes                                                                  | %                                                                      |
|                                                                        | Républicain                                                            | Michael Waltz (sortant)                                                | 65 234                                                                 | 82,0                                                                   |
|                                                                        | Républicain                                                            | John Grow                                                              | 14 280                                                                 | 18,0                                                                   |

| Élection de 2024 du 6e district congressionnel de Floride | Élection de 2024 du 6e district congressionnel de Floride | Élection de 2024 du 6e district congressionnel de Floride | Élection de 2024 du 6e district congressionnel de Floride | Élection de 2024 du 6e district congressionnel de Floride |
| --------------------------------------------------------- | --------------------------------------------------------- | --------------------------------------------------------- | --------------------------------------------------------- | --------------------------------------------------------- |
| Parti                                                     | Parti                                                     | Candidat                                                  | Votes                                                     | %                                                         |
|                                                           | Républicain                                               | Michael Waltz (sortant)                                   | 284 414                                                   | 66,5                                                      |
|                                                           | Démocrate                                                 | James Stockton                                            | 143 050                                                   | 33,5                                                      |
|                                                           | Write-in                                                  | Richard Dembisky                                          | 10                                                        | 0,0                                                       |
| Total des votes                                           | Total des votes                                           | Total des votes                                           | 427 474                                                   | 100 %                                                     |
|                                                           | Les Républicains conservent                               |                                                           |                                                           |                                                           |

### 2025 (Spéciale)
Après la démission du Représentant en exercice Michael Waltz en vue de sa nomination en tant que Conseiller à la sécurité nationale, une élection partielle se tient le 1er avril 2025.
| Primaire Républicaine Spéciale de 2025 du 6e district congressionnel de Floride | Primaire Républicaine Spéciale de 2025 du 6e district congressionnel de Floride | Primaire Républicaine Spéciale de 2025 du 6e district congressionnel de Floride | Primaire Républicaine Spéciale de 2025 du 6e district congressionnel de Floride | Primaire Républicaine Spéciale de 2025 du 6e district congressionnel de Floride |
| ------------------------------------------------------------------------------- | ------------------------------------------------------------------------------- | ------------------------------------------------------------------------------- | ------------------------------------------------------------------------------- | ------------------------------------------------------------------------------- |
| Parti                                                                           | Parti                                                                           | Candidat                                                                        | Votes                                                                           | %                                                                               |
|                                                                                 | Républicain                                                                     | Randy Fine                                                                      | 33 883                                                                          | 83,0                                                                            |
|                                                                                 | Républicain                                                                     | Aaron Baker                                                                     | 5 729                                                                           | 14,0                                                                            |
|                                                                                 | Républicain                                                                     | Ehsan Joarder                                                                   | 1 199                                                                           | 2,9                                                                             |

| Primaire Démocrate Spéciale de 2025 du 6e district congressionnel de Floride | Primaire Démocrate Spéciale de 2025 du 6e district congressionnel de Floride | Primaire Démocrate Spéciale de 2025 du 6e district congressionnel de Floride | Primaire Démocrate Spéciale de 2025 du 6e district congressionnel de Floride | Primaire Démocrate Spéciale de 2025 du 6e district congressionnel de Floride |
| ---------------------------------------------------------------------------- | ---------------------------------------------------------------------------- | ---------------------------------------------------------------------------- | ---------------------------------------------------------------------------- | ---------------------------------------------------------------------------- |
| Parti                                                                        | Parti                                                                        | Candidat                                                                     | Votes                                                                        | %                                                                            |
|                                                                              | Démocrate                                                                    | Josh Weil                                                                    | 9 713                                                                        | 60,8                                                                         |
|                                                                              | Démocrate                                                                    | George Selmont                                                               | 6 273                                                                        | 39,2                                                                         |

| Élection Spéciale de 2025 du 6e district congressionnel de Floride | Élection Spéciale de 2025 du 6e district congressionnel de Floride | Élection Spéciale de 2025 du 6e district congressionnel de Floride | Élection Spéciale de 2025 du 6e district congressionnel de Floride | Élection Spéciale de 2025 du 6e district congressionnel de Floride |
| ------------------------------------------------------------------ | ------------------------------------------------------------------ | ------------------------------------------------------------------ | ------------------------------------------------------------------ | ------------------------------------------------------------------ |
| Parti                                                              | Parti                                                              | Candidat                                                           | Votes                                                              | %                                                                  |
|                                                                    | Républicain                                                        | Randy Fine                                                         | 110 764                                                            | 56,66                                                              |
|                                                                    | Démocrate                                                          | Josh Weil                                                          | 83 485                                                             | 42,71                                                              |
|                                                                    | Libertarien                                                        | Andrew Parrott                                                     | 701                                                                | 0,36                                                               |
|                                                                    | Indépendant                                                        | Randall Terry                                                      | 525                                                                | 0,27                                                               |
| Total des votes                                                    | Total des votes                                                    | Total des votes                                                    | 195 475                                                            | 100 %                                                              |
|                                                                    | Les Républicains conservent                                        |                                                                    |                                                                    |                                                                    |

## Frontières historique du district

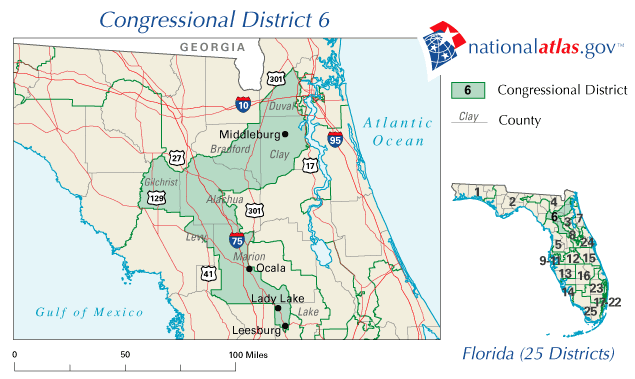
2003 - 2013

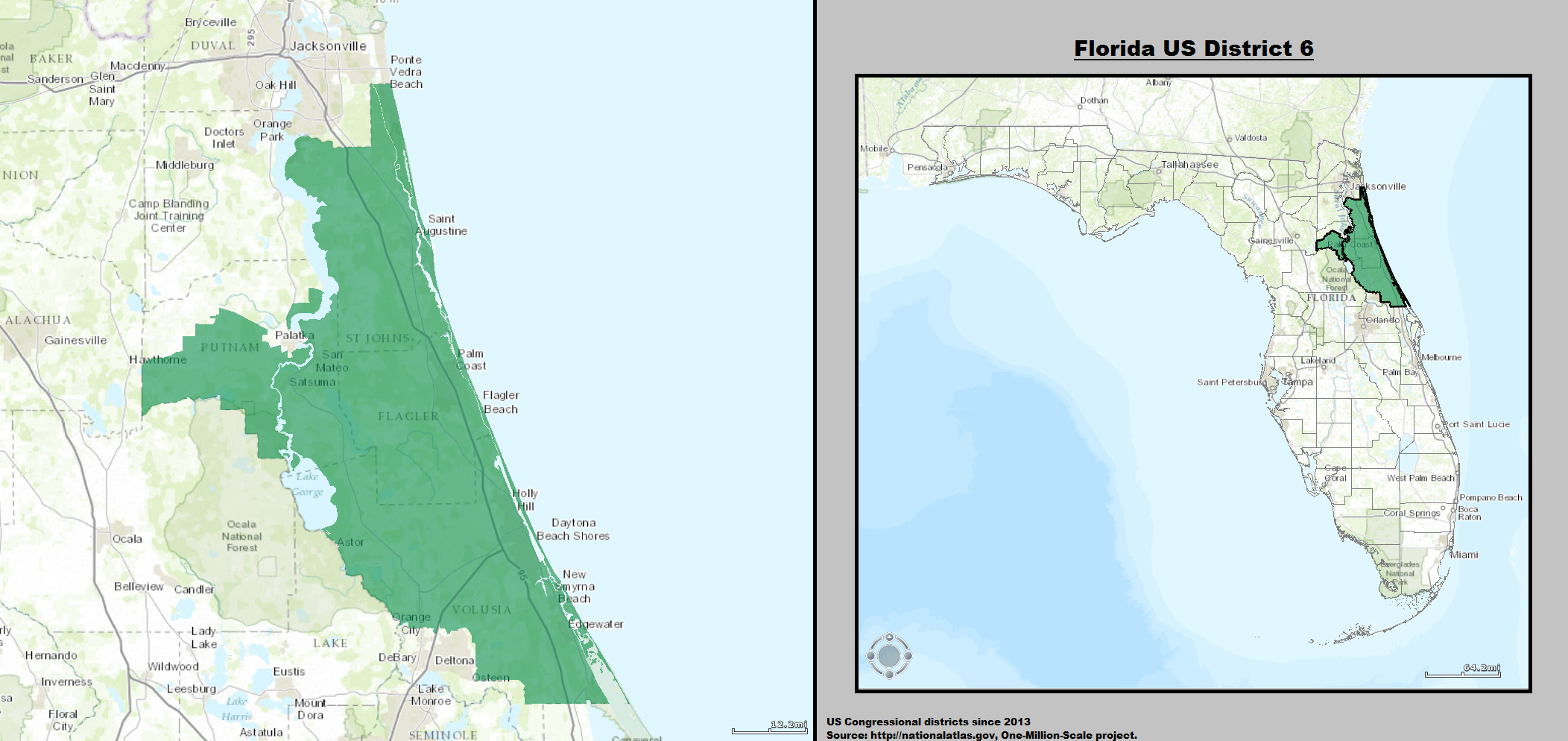
2013 - 2017

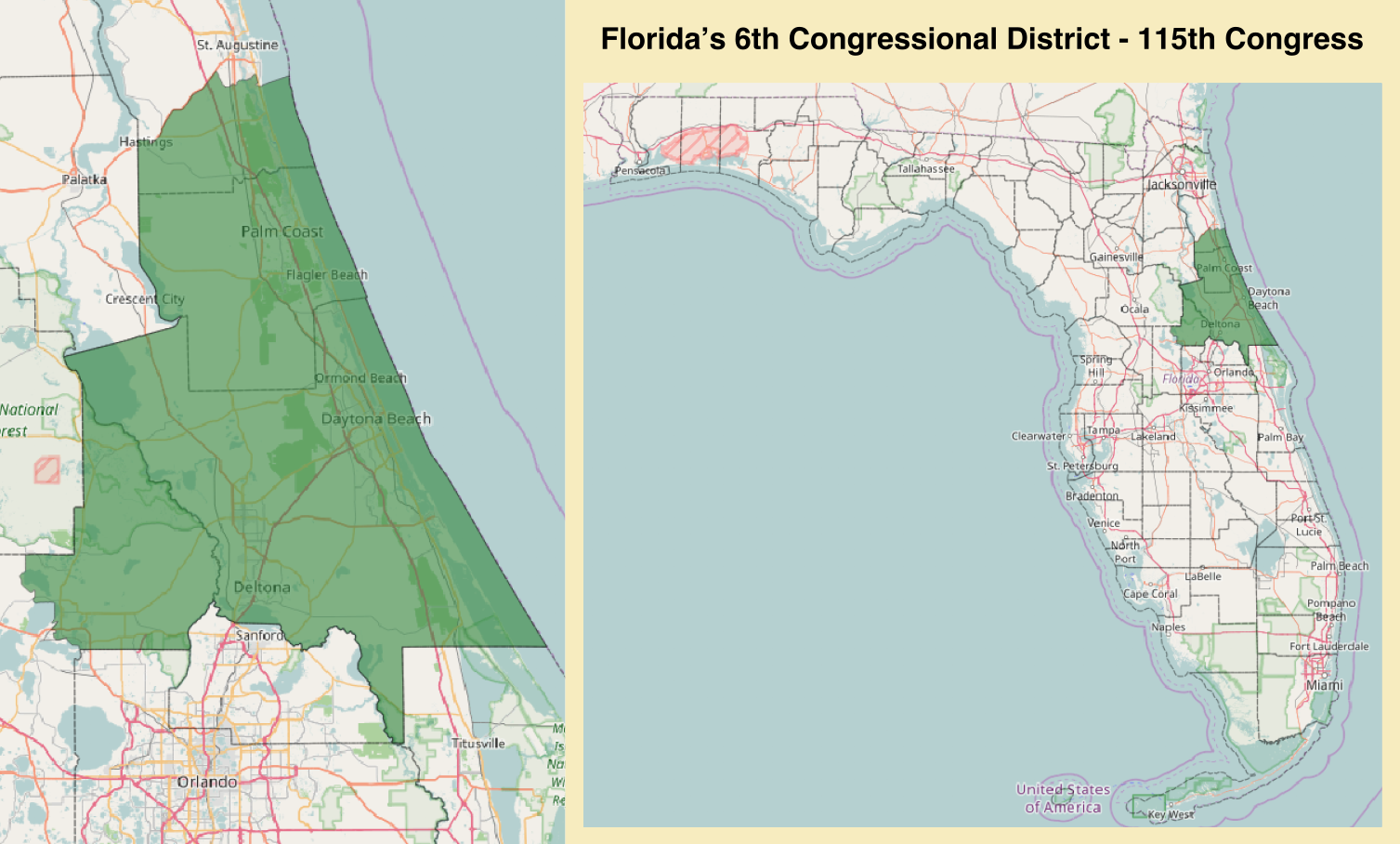
2017 - 2023

depuis 2023